# Tomba dell'emiro Ali
La tomba dell'emiro Ali o Imamzadeh-ye Ali Ebn-e Hamze è una moschea di Shiraz in cui è sepolto Ali Ibn Hamze un nipote dello scià Cheragh.

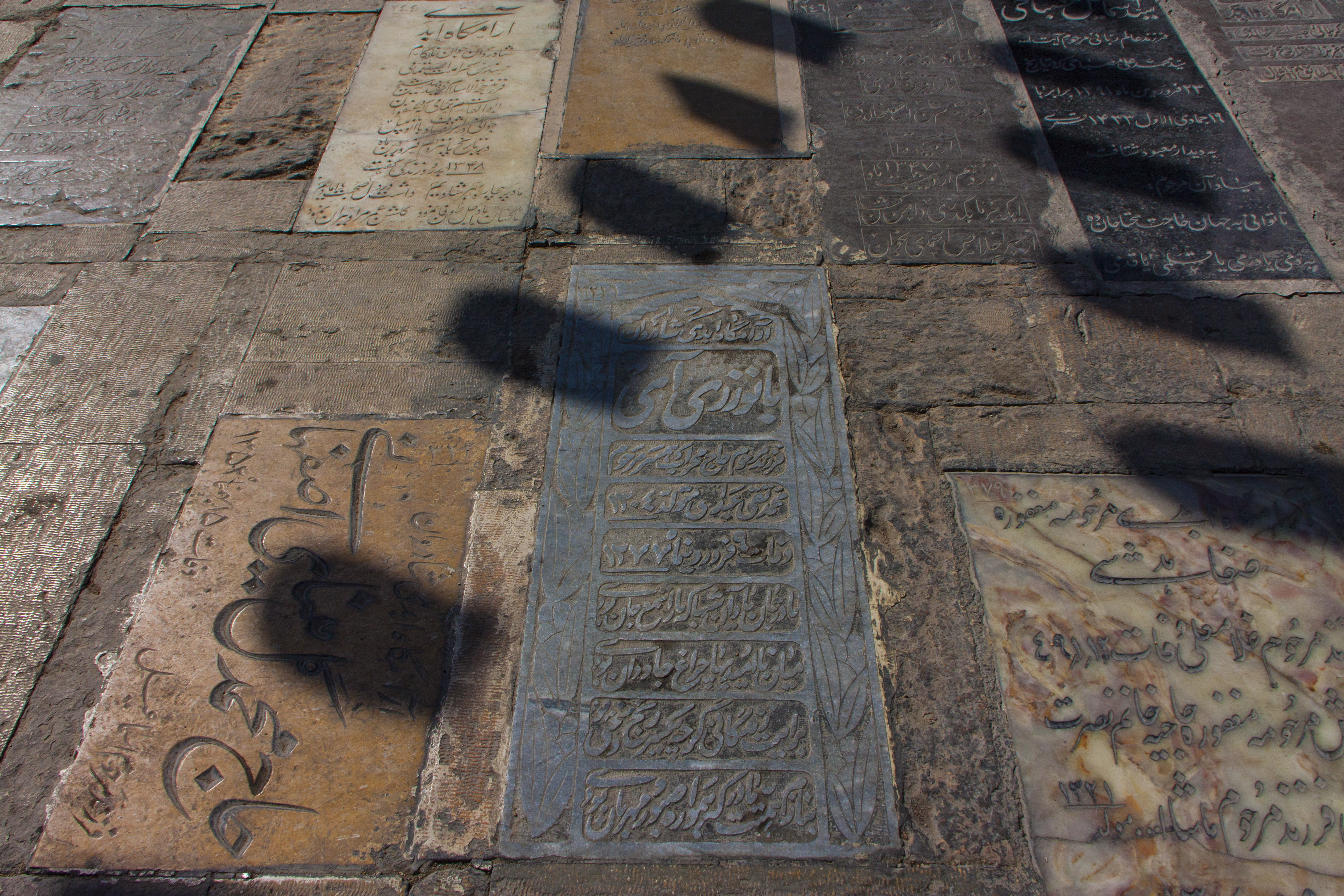
Le tombe del cortile interno

Il santuario attuale venne costruito nel XIX secolo dopo le distruzioni operate dai diversi terremoti succedutisi nei secoli. La particolarità di questo luogo è la cupola a cipolla, tipica dello stile architettonico di Shiraz e le decorazioni degli interni eseguite con dei frammenti di specchi veneziani. Essendo totalmente ricoperta di specchi all'interno si crea una particolare suggestione visiva. Di rilevante pregio è anche la porta di ingresso finemente decorata.
Il cortile del santuario è impreziosito dalle pietre tombali delle famiglie che richiedevano la sepoltura in questo luogo pagando cospicue somme di denaro.

## Galleria d'immagini

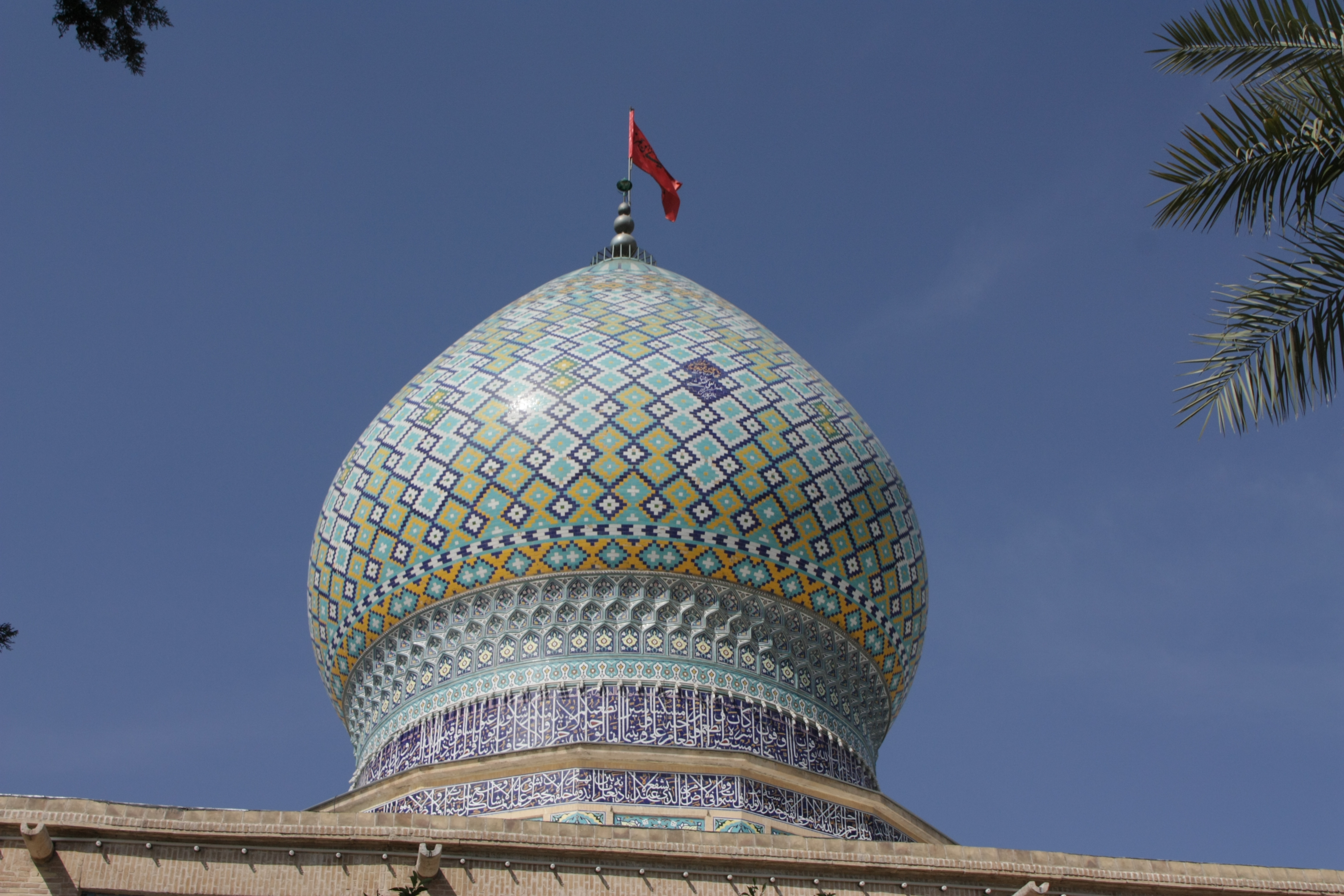
La cupola a cipolla
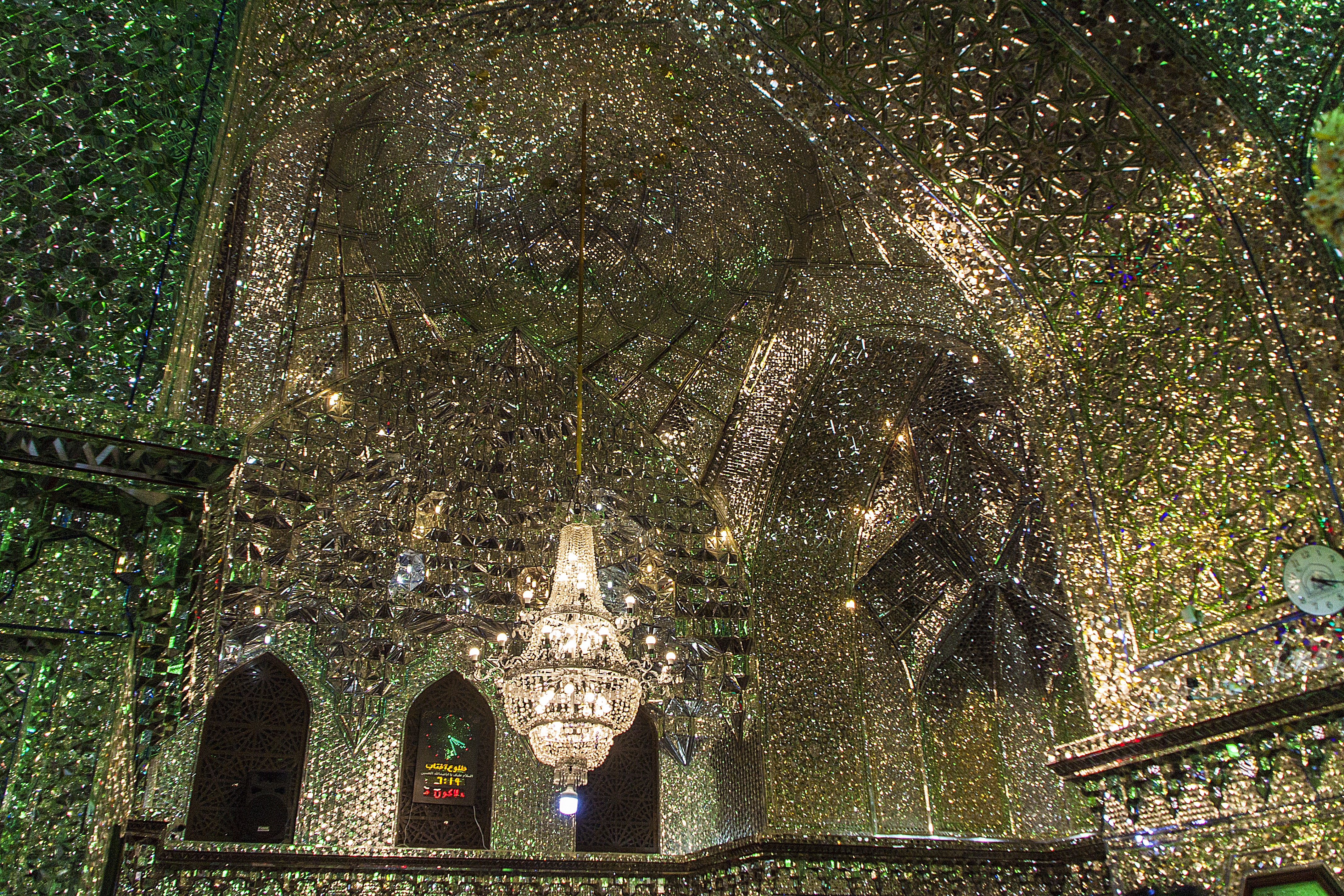
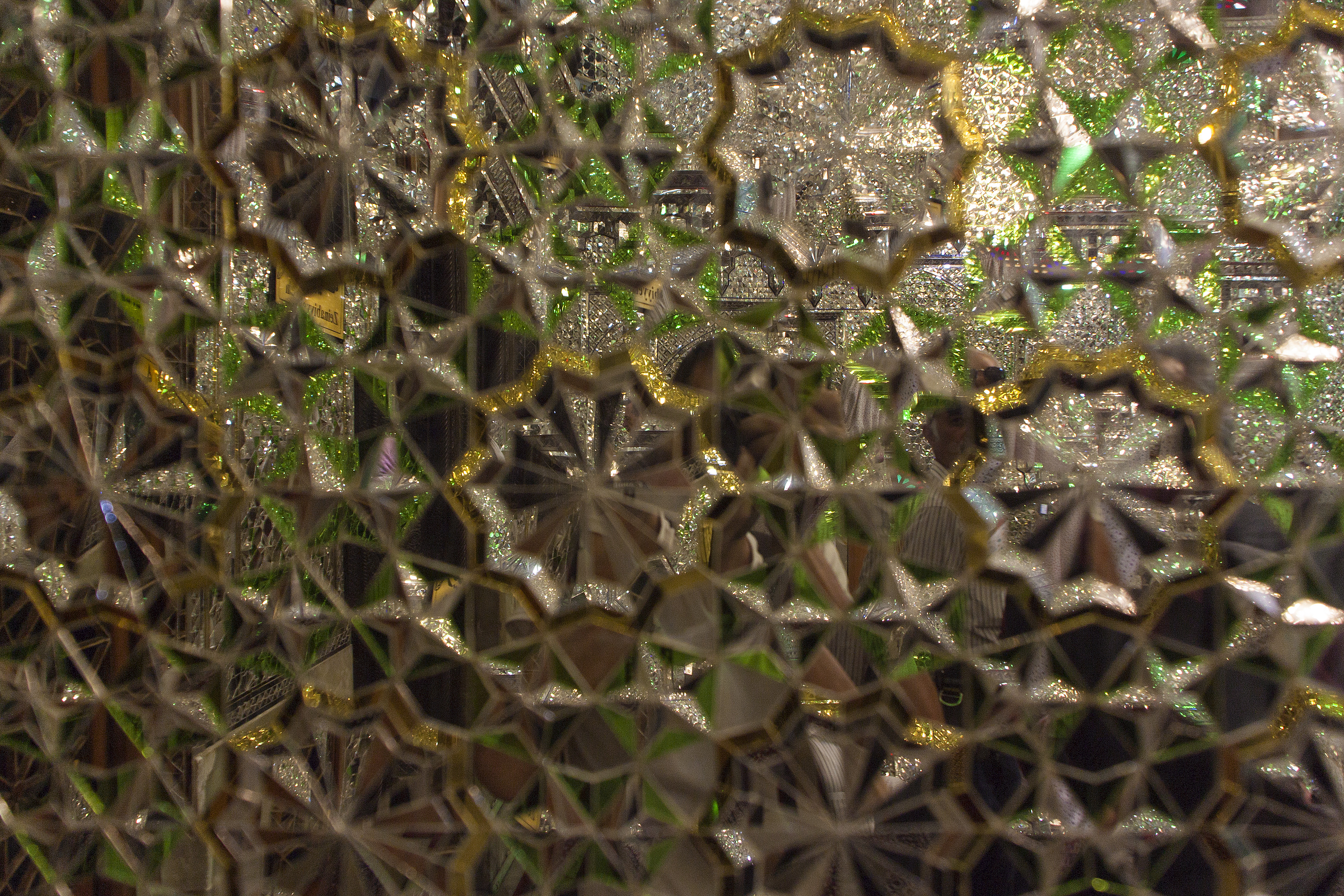
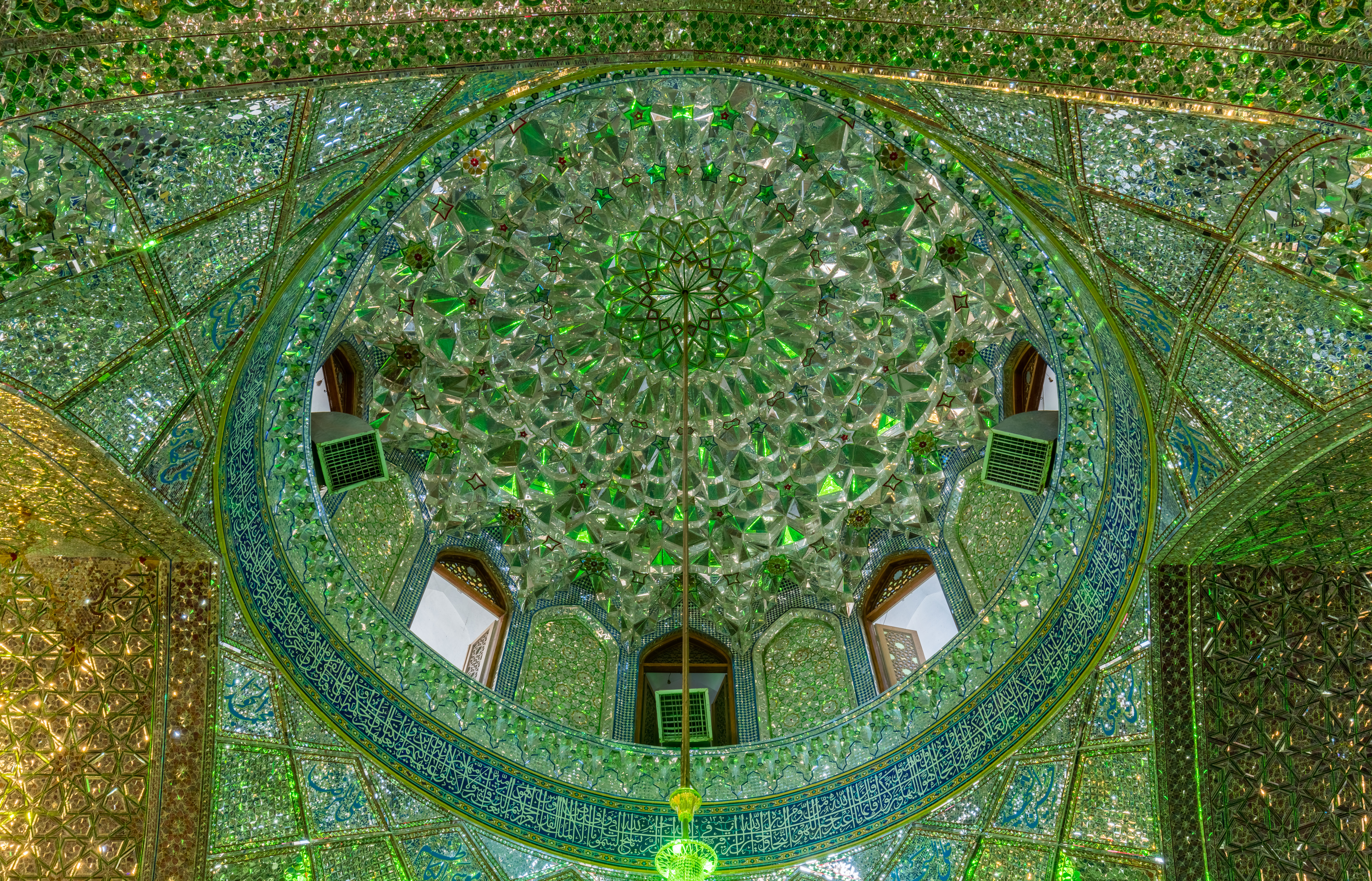
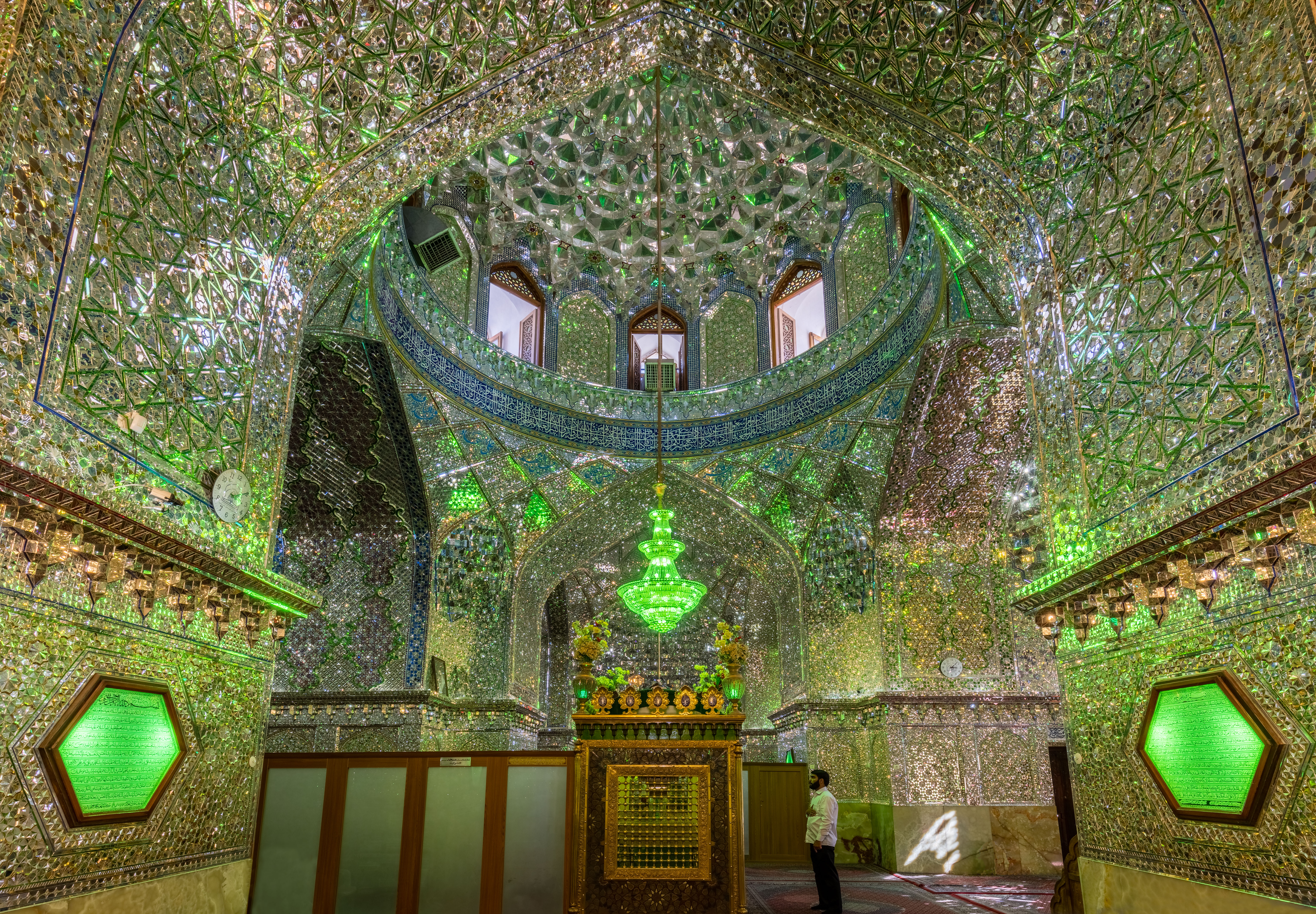